# Mon Mothma
Mon Mothma egy kitalált szereplő a Csillagok háborúja univerzumában. Fontos politikus volt a galaxisban, mert ő volt az, aki szembeszállt Palpatine császár zsarnoki hatalmával. Amikor a Galaktikus Birodalom leváltotta a Köztársaságot, ami több ezer évig létezett, találkozott a Szenátusban a szövetségeseivel, mint Padmé Amidala és Bail Organa. És a Kétezrek segítségével alakult meg a Lázadók Szövetsége. Ő volt az Új köztársaság első főkancellárja.

## Életrajz

### A kezdetek
Mon Mothma YE 48-ban született egy gazdag és befolyásos családban a Chandrilán. Anyja, Tanis Mothma volt a bolygó kormányzója, és az apja a Köztársaság egy hadbíró-tábornoka volt, így nem volt meglepetés, hogy a befolyásos nyomaikat követte.

### Szenátor
Tizenkilenc évesen megválasztották, hogy képviselje a Bormea szektort a Galaktikus Szenátusban, ezzel a legfiatalabb szenátor lett, amely rekordot Leia Organa döntött meg, aki később Mothma tanítványa és kollégája lett. Akik ismerték, azoknak Mothma békés és törődő volt, bár néha elfelejtkezett magáról, amikor politikával foglalkozott, ami gyakran a legfontosabbnak tűnt az életében. Kedves nő volt karizmával és politikai hozzáértéssel, így nem tudta elkerülni az ellenségeket sem. Szenátorként Mothma a helyi rendszerek jogainak képviselője volt. Barátai közé tartozott Bail Organa és Padmé Amidala szenátortársai. Nem sokkal a klónok háborúja előtt a Lojalista Bizottság tagja lett Bail Organa, Padmé Amidala, Fang Zar szenátorok és más neves politikusok társaságában. Organaval, Amidalaval és Onaconda Farr szenátorral Mothma azért harcolt, hogy lecsökkentsék, majd hagyják abba a klónkatonák gyártását, hogy befejezzék a harcot, és elkezdhessék a diplomáciai tárgyalásokat.
Amikor Farrt megölte segédje, Lolo Purs Amidala beszéde után, Monthma továbbra is a Szenátusban dolgozott az ügyért, míg Organa és Amidala a bűncselekményt vizsgálta ki. Később aláírta a Kétezrek Petícióját, más szenátorok társaságában, hogy lecsökkentsék Palpatine főkancellár hatalmát. A Kétezrek Delegációja nyújtotta be a petíciót Palpatine főkancellárnak, de a sötét nagyúr hamis ígéreteket adott, hogy feladja a különleges jogait, és elhallgattatta Fang Zart, amikor beszélni készült. YE 19-ben részt vett Amidala szenátor temetésén a Naboon. Valószínűleg a Naboo népéhez és Apailana királynőhöz hasonlóan ő maga sem hitte el, hogy a "Jedi Lázadás" végzett vele.
Néhány hónappal a Galaktikus Birodalom kikiáltását követően arra ösztönözte szenátortársát, Bail Organat az Alderaanról, hogy ketten álljanak ki Palpatine császár ellen. Ugyanakkor visszalépett, miután tanúja volt a Kashyyyk elfoglalásának, félve hogy népe is hasonló elbánásban fog részesülni.

## Lázadás
A galaktikus polgárháború során Mon Mothma nyíltan szembeszállt a császárral Bail Organa és más szenátorokkal szemben, akik csak titokban támogatták a lázadást. A gondolatai a Birodalomról a Birodalmi Titkosrendőrség, a COMPNOR és maga Palpatine császár figyelmét is felkeltették, így meggátolva hogy még sikeresebb kampányt folytasson a birodalmi uralom ellen. Továbbra is hivatalos csatornákat, szenátori privilégiumokat és politikai kapcsolatokat használt, hogy elhozza a változásokat, továbbra is bízva a kormányzati rendszer használhatóságában, mindegy mennyire is sérült. Ezek alatt az évek alatt gyakran találkozott kollégáival a Coruscanton és más világokon igyekezve felszabadítani a helyi rendszereket a birodalmi rendfenntartóktól és megpróbálta a Szenátus felügyeletét a birodalmi műveletek felé fordítani. Bail adoptált gyermekét Leia Organat politikai és diplomáciai kapcsolatokra oktatta felkészítve őt, hogy apja nyomdokaiba lépjen az Alderaan képviselőjeként a Birodalmi Szenátusban és később a galaktikus ellenállási mozgalom vezetője legyen.
Később Palpatine véglegesen elveszítette a türelmét a szókimondó ellenzéki szerepe és titkos kapcsolatai miatt az ellenálló csoportokkal. Éppen sikerült elszöknie a Birodalmi Titkosrendőrség letartóztatása elől YE 3-ban Bail Organa figyelmeztetése miatt. Organa egy Malan Tugrina nevű testőrt állíttatott mellé. A birodalmi jog kitaszítottjaként a lázadás vezetője lett teljes időben. Ő lett a szervezet arc, olyan röpiratokat aláírva, mint a Lázadás Deklarációja vagy az Egy Okra Hívás.
A lázadás egy különleges történelmi eseménye volt a Koréliai szerződés aláírása YE 2 körül. Organa, Mothma és Garm Iblis írta alá Galen Marek és Rahm Kota jelenlétében, amely a koréliai, alderaani és chandrilai ellenálló erő formális szövetségét jelentette, egy laza koalícióból a Szövetség a Köztársaság Visszaállításáért mozgalom megformálását. Ugyanakkor Darth Vader néhány pillanat múlva megérkezett és rohamosztagosai letartóztatták Mon Mothmat a többiekkel együtt. Valójában Marek Vader titkos tanítványa volt, és gyanútlanul vezette a szenátorokat Vader csapdájába. Vader erői a szenátorokat az építés alatt álló első Halálcsillagra vitték. Úgy tűnt, hogy a lázadást eltiporják, még mielőtt elkezdődhetett volna.
Egy találka után a Kashyyykon, a lázadó vezetők ráleltek Marek családi címerére, és Leia Organa javaslatára a Lázadó Szövetség jelképe lett. Mon Mothma és a többi lázadó egyetértett.
A lázadás első napjaiban Mothma személyesen vezetett több fontos küldetést. Ezek közé tartozott az X-szárnyú csillagvadászok és az Első Halálcsillag terveinek megszerzése. Raymus Antilles kapitány haláláig jobbkezeként szolgált. Bail Organa halála az Aldreraan elpusztítása során a Szövetség vezetésében kiegyensúlyozatlansághoz vezetett. Anélkül, hogy Organa vissza tudta őt fogni, Garm Bel Iblis úgy gondolta, hogy Mothma diktatórikus módszerekkel akarja a Szövetséget vezetni, hogy majd Palpatine helyébe lépjen. Tiltakozásul elhagyta a lázadást egy sebet ejtve, amely csak Thrawn hadjárata idejére gyógyult be YU 9-ben. Monthma kinyilvánította az elkötelezettségét a demokrácia iránt elnöki pozícióját két évente megszavaztatva a Szövetség tagjaival. Ugyanakkor a lázadás során soha nem volt kihívója. YU 4-ben Mon Mothma vezette az eligazítást a lázadó erőknek az endori csata előtt, felismerve, hogy a Szövetség legnagyobb esélye a Birodalom legyőzésére a terrorfegyver (a Második Halálcsillag) és vezetőjének, Palpatinenak a megsemmisítése, ezzel kirántva a kormányzat szívét. Mothma nehéz szívvel tartotta meg a beszédét: nem sokkal előtte egy üzenet érkezett Crix Madine tábornoktól, aki megerősítette fia, Jobin halálát hónapokkal ezelőtt a hothi csata során.
A lázadó csapatok győzelmet arattak az Endor mellett felrobbantva a harci állomást és véget vetve Palpatine uralmának. A csata után a Lázadó Szövetség átalakult Új Köztársasággá. Mon Mothma lett az Új Köztársaság főkancellárja.

## Új Köztársaság
YU 12-ben Mon Mothma felvette a kapcsolatot Kyle Katarnnal és Jan Orsszal, hogy vizsgálják ki a Birodalmi Maradvány bázisát a Kejimen. Miután egy artusi kristállyal tértek vissza az irodájába, tovább küldte őket az Artus Prime-ra további vizsgálatokért.
Mon Mothma egyik reformjavaslata az Új Köztársaság megalapításakor az volt, hogy a tagvilágok sorban otthont adnak a szenátusnak, egyfajta rotációs rendszerben. Ez nagy változás volt ahhoz képest, hogy ezt megelőzően ezer évig a Coruscant volt a galaktikus hatalom központja. Így nem a Coruscant hanem a Hosnian Prime lett az Új Köztársaság központja. YU27-ben hosszú betegség után békésen hunyt el a Chandrilán.